# Вудсайд (Калифорния)
Вудсайд (англ. Woodside) — город в округе Сан-Матео в штате Калифорния в Соединённых Штатах Америки.
Согласно данным переписи населения США 2020 года число жителей города 
составляло 5309 человек, что чуть больше (+ 0.4%), чем было во время предыдущей переписи проводившейся в 2010 году (5287 человек).

## История
В доколумбову эпоху этот район был домом для коренных американцев из народа олони. В 1769 году члены испанской экспедиции, искавшие выход к заливу Сан-Франциско, под руководством Гаспара де Портолы разбили лагерь на участке недалеко от этих мест. 
В 1840 году эти земля, где ныне стоит современный Вудсайд, стала частью земельного гранта от правительства Мексики, Ранчо Каньяда де Рэймундо, который в 1841 году был предоставлен англичанину Джону Коппингеру (англ. John Coppinger).

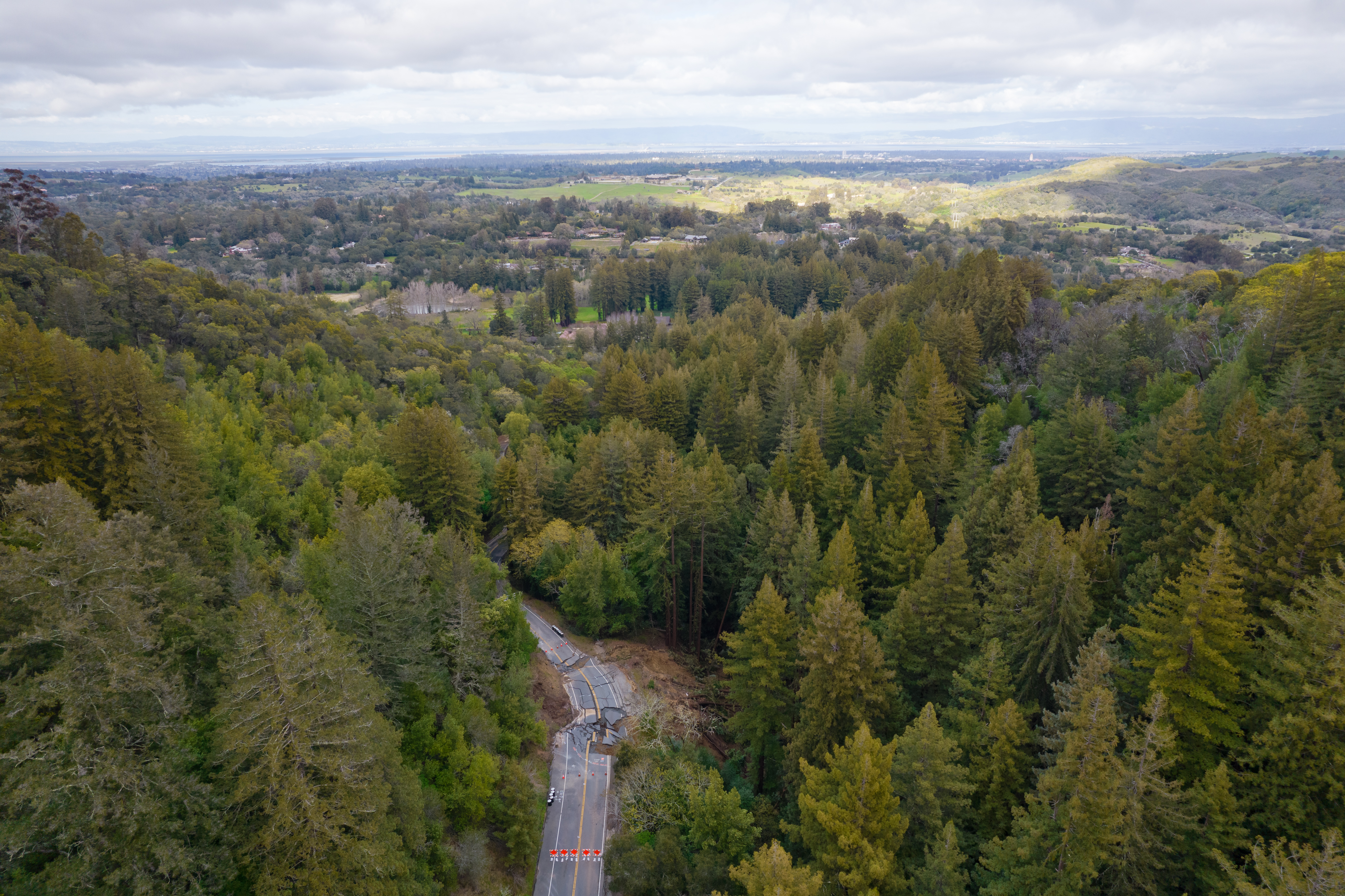
Дорога на Вудсайд после Наводнение в Калифорнии (2022—2023) (2022–2023)

Местные краеведы считают Вудсайд старейшим англоязычным некорпоративным сообществом в южной части полуострова Сан-Франциско. Первые английские поселенцы прибыли сюда в начале XIX века, чтобы освоить богатые насаждения секвойи. Чарльз Браун построил первую лесопилку в Вудсайде на своем ранчо Mountain Home примерно в 1847 году. Дом Брауна сохранился до наших дней. К середине века в районе Вудсайда было уже около дюжины лесопилок, поставляющих пиломатериалы для процветающего Сан-Франциско.
В 1849 году, во время Калифорнийской золотой лихорадки, 20-летний Матиас Альфред Паркхерст купил 127 акров (0,5 км2) лесных угодий и назвал их «Вудсайд», позднее так стали называть и новое поселение. 
16 ноября 1956 года сообщество было включено в реестр штата и Вудсайд официально получил статус города.
В третьем тысячелетии средний доход домохозяйств держится выше 250 000 долларов США в год, а средняя стоимость жилья превышает 5 миллионов долларов США. Вудсайд известен своей причудливой и уютной атмосферой маленького городка, несмотря на близость к Кремниевой долине, и является домом для многих венчурных и инвестиционных компаний.
15 ноября 2023 года в поместье Филоли состоялась встреча президента США Джо Байдена и председателя Китая Си Цзиньпина в рамках саммита Азиатско-Тихоокеанского экономического сотрудничества 2023 года, который прошёл в Сан-Франциско.

## География
Вудсайд расположен на полуострове Сан-Франциско в округе Сан-Матео.

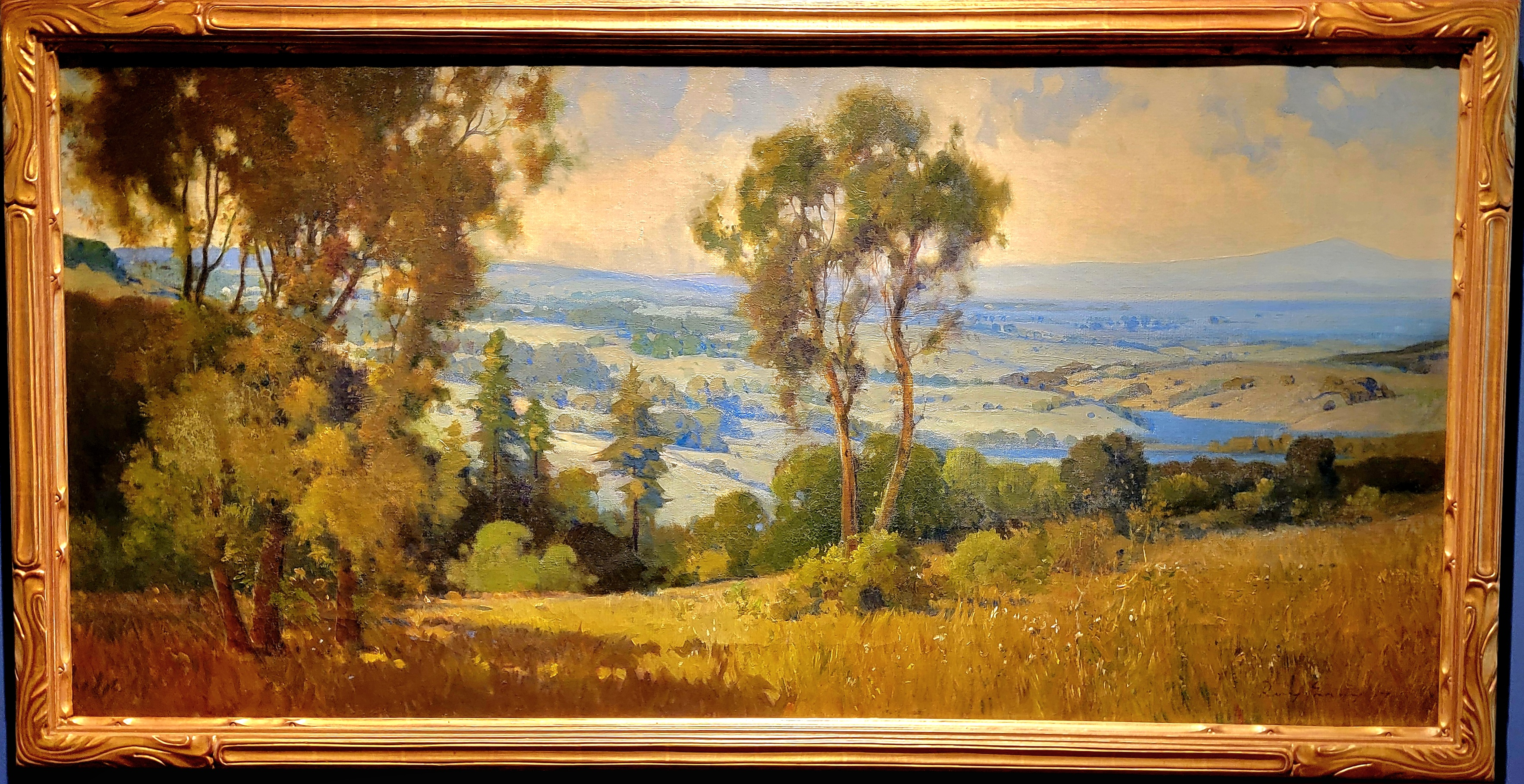
Вид на долину Вудсайд
(картина 1917 года,
Музей Сакраменто)

Город находится на восточных склонах гор Санта-Круз, а его юго-западная граница достигает трассы California State Route 35, которая проходит вдоль хребта этих гор. Редвуд-Сити на севере с Атертоном и Менло-Парком на востоке лежат между Вудсайдом и Тихим океаном. На юге находится город Портола-Валли.
Большая часть Вудсайда покрыта лесами, на западных холмах преобладают секвойи и пихты, а в нижних районах — дубы и эвкалипты. Уэст-Юнион-Крик соединяется в черте города с Беар-Крик (Медвежий ручей). Через город проходит трансформный разлом Сан-Андреас.

## Климат
Как и в большинстве прибрежных районов Калифорнии, погода в Вудсайде обычно мягкая большую часть года. Лето сухое и может быть жарким; зимние температуры редко опускаются ниже нуля. Средняя температура января составляет максимум 60 °F (16 °C) и минимум 36 °F (2 °C). Средняя температура июля составляет максимум 88 °F (31 °C) и минимум 51 °F (11 °C). Снегопады крайне редки, за исключением близлежащих гор Санта-Крус, где раз в несколько лет выпадает несколько дюймов. Среднегодовое количество осадков составляет 30,9 дюйма (780 мм), а выпадение приходится в среднем на 61 день в году.
Рекордная максимальная температура составила 114 °F (46 °C) 22 июля 2006 года, а рекордная минимальная температура составила 17 °F (−8 °C) 6 февраля 1989 года. Температура достигает 90 °F (32 °C) или выше в среднем 48,4 дня в году. Температура опускается до нуля в среднем 10 дней в году. Максимальное количество осадков за один год составило 59,86 дюймов (1520 мм) в 1983 году. Максимальное количество осадков за один месяц составило 20,50 дюймов (521 мм) в декабре 2002 года, а максимальное количество за 24 часа составило 4,64 дюйма (118 мм) 1 декабря 2002 года. 5 февраля 1976 года на пожарной станции выпало 3,0 дюйма (7,6 см) снега.
Холмы и горы между Вудсайдом и побережьем Тихого океана делают туман гораздо менее распространенным, чем в близлежащем Сан-Франциско. Кроме того, летом климат Вудсайда более жаркий, чем в Сан-Франциско.